# Fahrenheit (e-zin)
Fahrenheit – najstarszy polski e-zin literacko-publicystyczny o tematyce fantastycznej ukazujący się od 1997 r. Utworzony przez Andrzeja Ziemiańskiego (pod pseudonimem Gin) oraz Eugeniusza Dębskiego (Tonik).
Do roku 2001 ukazało się 21 numerów „Fahrenheita”. 21 maja 2001 pismo połączyło się z „Fantazinem” i powstał „Fahrenheit&Fantazin” („F&F”), który ukazywał się do 2002 r. Ponieważ formuła portalu literackiego, jakim był F&F, nie sprawdziła się, w lipcu 2002 powstała idea powrotu do formuły miesięcznika i przywrócenia nazwy „Fahrenheit”. Do „Fahrenheita i Fantazinu” dołączył „Srebrny Glob”.
„Fahrenheit” znany jest także z inicjatyw mających na celu wyławianie i promowanie nowych talentów (ZakuŻone Warsztaty Fahrenheita oraz tzw. Nieustający Konkurs Literacki, którego owocem były antologie Kochali się, że strach i Nawiedziny).
Na łamach Fahrenheita debiutowali m.in.: Tomasz Pacyński, Marta Kisiel, Magdalena Kozak, Paweł Paliński i jako tłumaczka Milena Wójtowicz.
Redaktorzy naczelni:
- Andrzej Ziemiański (1997–2001)
- Eugeniusz Dębski (2002–2004)
- Tomasz Pacyński (2004–2005)
- Dominika Repeczko (2005–2012)
- Dorota Pacyńska (2012–2019)
- Maciej Tomczak (od 2019)

## Nagroda Elektrybałta
Od 1999 roku do 2000 roku publikacja przyznawała Nagrodę Elektrybałta (w pierwszej edycji, Nagrody On-line) za utwory wcześniej nie publikowane na papierze, a istniejące dotąd wyłącznie w formie elektronicznej.
Pierwsza edycja nagrody, dla utworów z 1998 r., przyznała jedną nagrodę:
- Antonina Liedtke za tekst "Cyber Joly Drim" (opublikowana przez autorkę na stronie domowej)

Druga edycja nagrody dla utworów z 1999 r. przyznała dwie nagrody:
- Piotr Cholewa za tekst "Trzeba jednak coś wiedzieć" (publikowany na łamach magazynu "Fantastycznie")
- Grzegorz Wiśniewski zdobył nagrodę w kategorii "Literatura" za opowiadanie "Dobrzy, źli ludzie" (publikowane na łamach Framzety)